# Aldea del Rey
Aldea del Rey – gmina w Hiszpanii, w prowincji Ciudad Real, w Kastylii-La Mancha, o powierzchni 154,31 km². W 2011 roku gmina liczyła 1944 mieszkańców.